# Шкуродер (фільм)
Шкуродер (англ. Skinner) — американський фільм жахів.

## Сюжет
Денніс Скіннер, пристойний на вигляд чоловік, орендує квартиру у подружньої пари Керрі і Джеффа. Він здається достатньо нормальним хлопцем, але у нього є дуже ненормальне хобі. Ночами він блукає вулицями і шукає потенційну жертву, і коли він її знаходить, то знімає з неї шкіру ножем. Хайді, яка була понівечена Деннісом, йде по його сліду, чекаючи шансу помститися.

## У ролях
- Тед Реймі — Денніс Скіннер
- Рікі Лейк — Керрі Тейт
- Девід Воршофскі — Джефф Тейт
- Річард Шифф — Едді
- Трейсі Лордс — Хайді
- Блейр Барон — Глорія
- Роберта Ітон — Сенді
- Барбара Крістіна Енгельхардт — Рейчел
- Девейн Вільямс — Ерл
- Тайм Вінтерс — нічний сторож
- Фредеріка Кестен — Сюзанна
- Сара Лі Фротон — молода жінка